# Mat achter de paaltjes
Mat achter de paaltjes is bij het schaken een vorm van schaakmat waarbij een dame of toren schaak geeft op de onderste rij en de koning het schaak niet kan ontlopen doordat de voor hem liggende velden bezet zijn door zijn eigen stukken, doorgaans pionnen.
Mat achter de paaltjes komt relatief vaak voor bij onervaren spelers die erop rekenen dat de koning na de rokade veilig achter de pionnen staat. Op hogere niveaus is de mogelijkheid om mat achter de paaltjes te geven een vaak opduikend tactisch motief.
Om mat achter de paaltjes te voorkomen of er niet steeds rekening mee te moeten houden kan het handig zijn een pion voor de koning op te spelen en zodoende een 'luchtgaatje' te maken. In de voorbeeldstelling had dat gekund door ...h6 of ...h5 te spelen voordat wit Te8# speelde. Het opspelen van de g-pion was hier minder goed, omdat wit een loper heeft op een zwart veld.
Een voorbeeld uit een demonstratiepartij tussen Ossip Bernstein en José Raúl Capablanca, Moskou 1914.
| 8 |                                              |    |    | rd |    |    | kd |    |
| 7 | pd                                           |    |    |    |    | pd | pd | pd |
| 6 |                                              |    |    |    |    |    |    |    |
| 5 |                                              |    |    |    |    |    |    |    |
| 4 |                                              |    |    |    |    |    |    |    |
| 3 |                                              |    | rl |    | pl |    |    |    |
| 2 | pl                                           | qd |    |    | ql | pl | pl | pl |
| 1 |                                              |    |    |    |    |    | kl |    |
|   | a                                            | b  | c  | d  | e  | f  | g  | h  |
|   | Bernstein-Capablanca na de 29e zet van zwart |    |    |    |    |    |    |    |

Capablanca speelde 29... Db6-b2! waarna wit geen verweer meer heeft: op 30.D×b2 volgt 30... Td1#. Na 30.De1 komt 30... D×c3 31.D×c3 Td1†. Op 30.Tc2 volgt 30... Db1†, terwijl 30.Dc2 faalt op 30... Da1† 31.Dc1 Td1†. Pogingen van wit om zelf mat te geven met bijvoorbeeld 30.Dd3 (30... T×d3? 31.Tc8†) leveren niets op, de witte toren sneuvelt dan door 30... Da1†  31.Df1 D×c3.
Na 29... Db2!  is het al te laat om ruimte te maken voor de witte koning, als wit 30.g3 of 30.h3 speelt, gaat de witte dame verloren.
Had Capablanca 29... Db6-b1†? gespeeld, dan was hij zelf achter de paaltjes matgegaan: 30 Df1  Td1 (dreigt mat) 31. Tc8† enz.
Vaak komt het voor dat er schaak achter de paaltjes wordt gegeven en dat de verliezer nog een of meer stukken op de achterste rij kan zetten om het schaak op te heffen. Dat is uitstel van executie, de tussengeplaatste stukken worden geslagen. Anders is dat als de verdediger twee stukken op hetzelfde veld kan tussenzetten, in het voorbeeld op d8.
Mat achter de paaltjes komt soms als een onverwachte wending. In het diagram hiernaast staat Wit er goed voor, hij kan eigenlijk niet meer verliezen. Hij kan een toren winnen: na 1. c8D sneuvelt de dame direct: 1. ... T×c8, 2. D×c8, maar wint hij de toren. Maar Wit wil meer, hij speelt 1. Td8?? in de hoop dat zijn pion promoveert zonder direct geslagen te worden. Hij ziet over het hoofd dat de toren op de achterste rij moet blijven om 1. ... Te1# te verhinderen.